# 1914-es norvég labdarúgókupa
A 1914-es norvég labdarúgókupa a Norvég labdarúgókupa 13. szezonja volt. A címvédő az Odd csapata volt. A versenyen a helyi szövetségi ligák (kretsserier) bajnokai vehettek részt. A szezonban tíz csapat vett részt. A tornát a Frigg csapata nyerte meg.

## Első kör
| 1. csapat           | Eredmény | 2. csapat  |
| ------------------- | -------- | ---------- |
| 1914. szeptember 5. |          |            |
| Grane (Arendal)     | 0–17     | Drafn      |
| Lyn (Gjøvik)        | 9–0      | Lillestrøm |

- A többi csapat mérkőzés nélkül továbbjutott

## Második kör
| 1. csapat            | Eredmény | 2. csapat    |
| -------------------- | -------- | ------------ |
| 1914. szeptember 12. |          |              |
| Drafn                | 3–1      | Larvik Turn  |
| 1914. szeptember 27. |          |              |
| Freidig              | 0–7      | Frigg        |
| Kvik (Fredrikshald)  | 0–1      | Lyn (Gjøvik) |
| Stavanger            | 8–1      | Brann        |

## Elődöntők
| 1. csapat        | Eredmény | 2. csapat    |
| ---------------- | -------- | ------------ |
| 1914. október 4. |          |              |
| Drafn            | 0–1      | Lyn (Gjøvik) |
| Frigg            | 5–1      | Stavanger    |

## Döntő
| 1914. október 11. |

| Frigg                                   | 4–2 | Lyn (Gjøvik)              |
| --------------------------------------- | --- | ------------------------- |
| Trædal 36' 50' Hansen 51' Rasmussen 55' |     | Grønnerud 10' Grimsby 30' |

| Frogner stadion, Oslo Nézőszám: 10 000 Játékvezető: Daniel Eie (Lyn) |

| A Frigg játékoskerete: |  |                    |
|                        |  |                    |
| K                      |  | Arne Wendelborg    |
| H                      |  | Yngvar Kopsland    |
| H                      |  | Thorleif Limseth   |
| Kp                     |  | Thorbjørn Damgaard |
| Kp                     |  | Sigurd Rasmussen   |
| Kp                     |  | Ragnvald Smevik    |
| Cs                     |  | Einar Hansen       |
| Cs                     |  | David Andersen     |
| Cs                     |  | Torkel Trædal      |
| Cs                     |  | Rolf Nestor        |
| Cs                     |  | Trygve Smith       |

| A Lyn (Gjøvik) kerete: |  |                 |
|                        |  |                 |
| K                      |  | Haug            |
| H                      |  | Jørgen Bredesen |
| H                      |  | Hans Bjørn      |
| Kp                     |  | Martin Bredesen |
| Kp                     |  | Einar Grønnerud |
| Kp                     |  | Harald Mohn     |
| Cs                     |  | Martin Grimsby  |
| Cs                     |  | Ellef Mohn      |
| Cs                     |  | Ole Grimsby     |
| Cs                     |  | Hans Lingjerde  |
| Cs                     |  | Martin Olsen    |